# (13151) Polino
(13151) Polino est un astéroïde de la ceinture principale.

## Description
(13151) Polino est un astéroïde de la ceinture principale. Il fut découvert le 22 juillet 1995 à Polino par Giampiero Iatteri. Il présente une orbite caractérisée par un demi-grand axe de 2,31 UA, une excentricité de 0,21 et une inclinaison de 4,5° par rapport à l'écliptique.

## Compléments